# Агемоті
Агемоті (яп. 揚げ餅) — це популярна закуска японської кухні, яку готують зі смаженого моті (вид клейкого рисового тіста із рису сорту мотігоме). Сухий моті нарізають невеликими шматочками приблизно по 1 см і обсмажують у фритюрі. Потім шматочки розбухають. Зазвичай його їдять злегка підсоленим, але також готують різні варіанти з різними смаками, наприклад, сітімі агемоті, яке є стравою, посипаною приправою сітімі. Агемоті можна купити на більшій частині території Японії, і воно є звичайною домашньою закускою.